# Crossotonotus
Crossotonotus is een geslacht van kreeftachtigen uit de klasse van de Malacostraca (hogere kreeftachtigen).

## Soorten
- Crossotonotus ceramensis (Moosa & Serène, 1981)
- Crossotonotus compressipes A. Milne-Edwards, 1873
- Crossotonotus lophocheir Castro, 2000
- Crossotonotus spinipes (de Man, 1888)